# Kyrkliden
Kyrkliden är en bebyggelse i Skålleruds socken i Melleruds kommun i Dalsland. Området var före 2015 avgränsat till en småort för att därefter räknas som en del i tätorten Åsensbruk.